# Stefano Rolla
Stefano Rolla (Roma, 15 agosto 1937 – Nassiria, 12 novembre 2003) è stato un regista italiano.

## Biografia
Lavora nel mondo del cinema sin dagli anni sessanta principalmente come aiuto regista, dirigendo tre opere. Muore nel 2003 all'età di 66 anni durante l'attentato del 12 novembre 2003 alla base italiana di Nāṣiriya, dove si era recato con il suo assistente Aureliano Amadei per il progetto di un film da girare in Iraq. Amadei nel 2010 ha poi raccontato la tragica esperienza nel film 20 sigarette in cui il ruolo di Rolla è interpretato da Giorgio Colangeli.

## Omaggi
Adele Parrillo, compagna di Stefano Rolla, ha narrato gli ultimi anni di vita in comune e in particolare l'ultimo progetto cinematografico in Iraq - il film Babilonia, terra tra due fiumi - nel suo libro Nemmeno il dolore. Storia di un amore ucciso a Nassirya e negato in Italia.

## Filmografia

### Regista
- Bugie bianche (1979)
- Carlotta (Carlota: Amor es... veneno) (1981)
- Pure Juice (1990)

### Sceneggiatore
- Bugie bianche (1979)

### Soggettista
- La legione dei dannati, regia di Umberto Lenzi (1969)

### Attore
- Dedicato al mare Egeo, regia di Masuo Ikeda (1979)

### Aiuto regista
- Tre notti violente, regia di Nick Nostro (1966)
- Perry Grant agente di ferro, regia di Luigi Capuano (1966)
- Un esercito di 5 uomini, regia di Italo Zingarelli (1969)
- Sacco e Vanzetti, regia di Giuliano Montaldo (1971)
- ...e di Shaúl e dei sicari sulle vie da Damasco e..., regia di Gianni Toti (1973)
- Il mio nome è Nessuno, regia di Tonino Valerii (1973)
- Profondo rosso, regia di Dario Argento (1975)
- Il mostro, regia di Luigi Zampa (1977)
- Da Corleone a Brooklyn, regia di Umberto Lenzi (1979)